# 切恩道6号

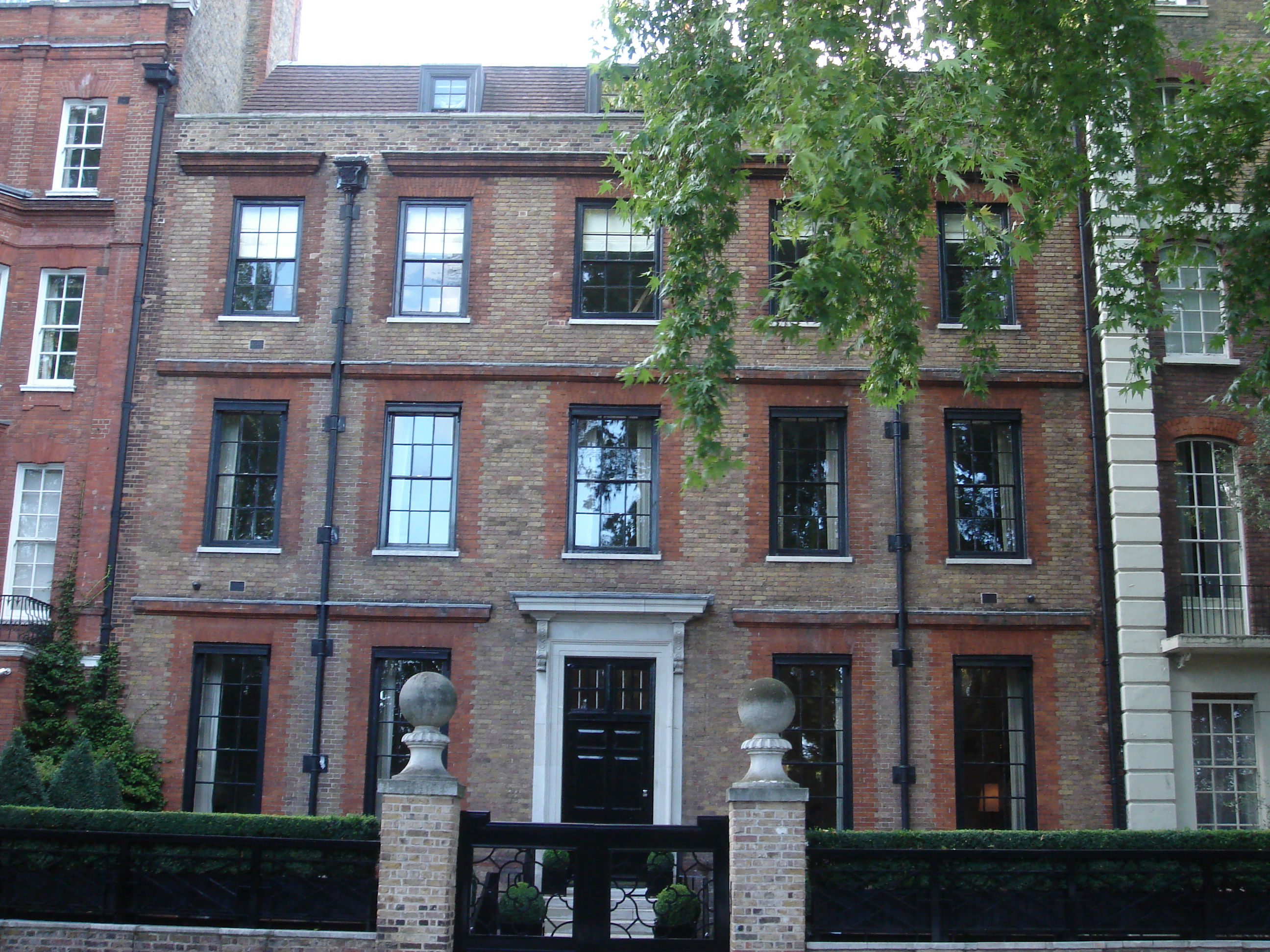
切恩道6号

切恩道6号（6 Cheyne Walk）是英国伦敦的一座二级保护建筑，位于切尔西的切恩道，兴建于1718年。

## 名人
- 1854年，英国作曲家阿瑟·萨利文曾在6号房间上学。
- 英国政治家大衛·勞合·喬治曾住在10号房间[2]。

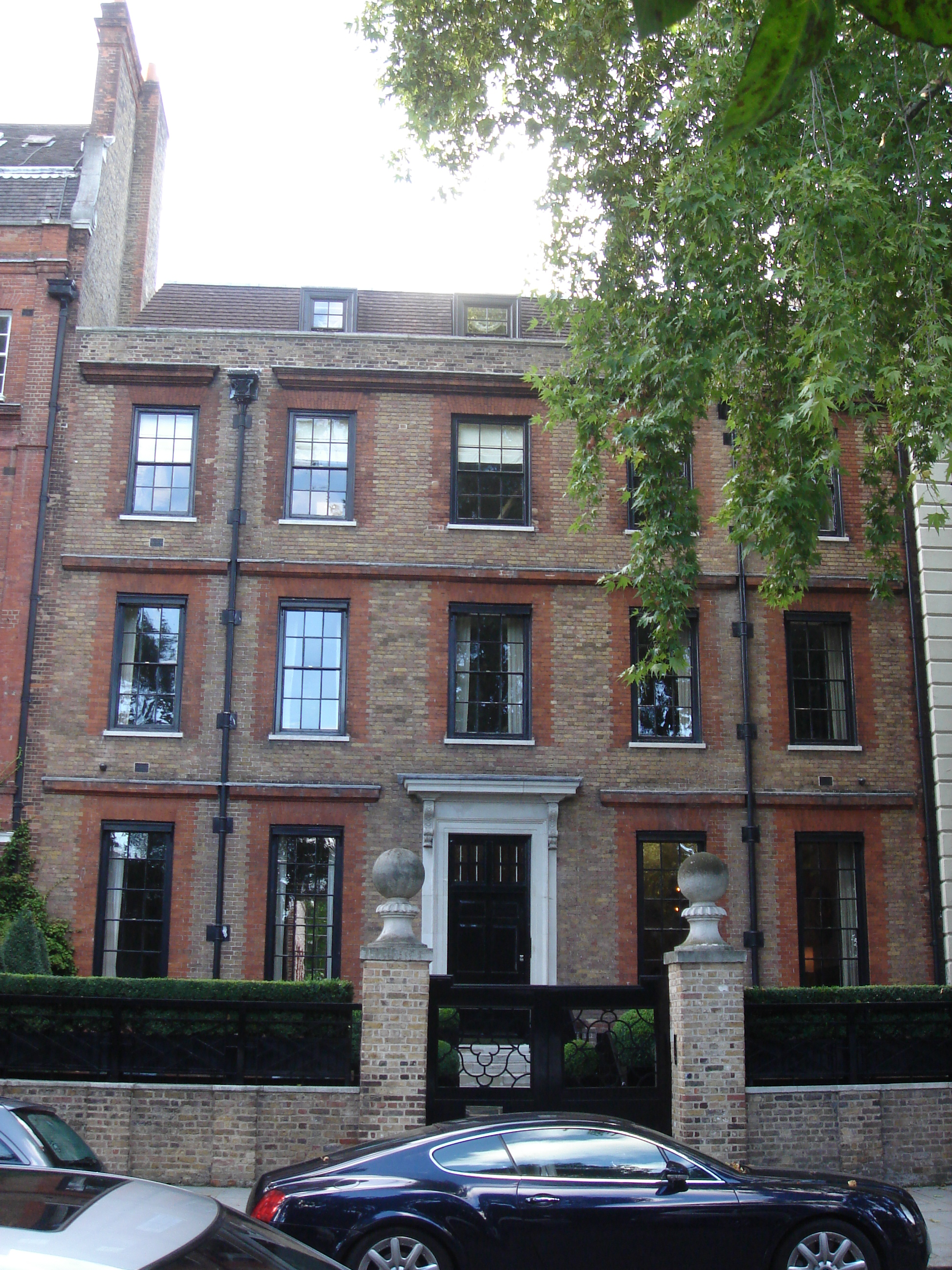
切恩道6号
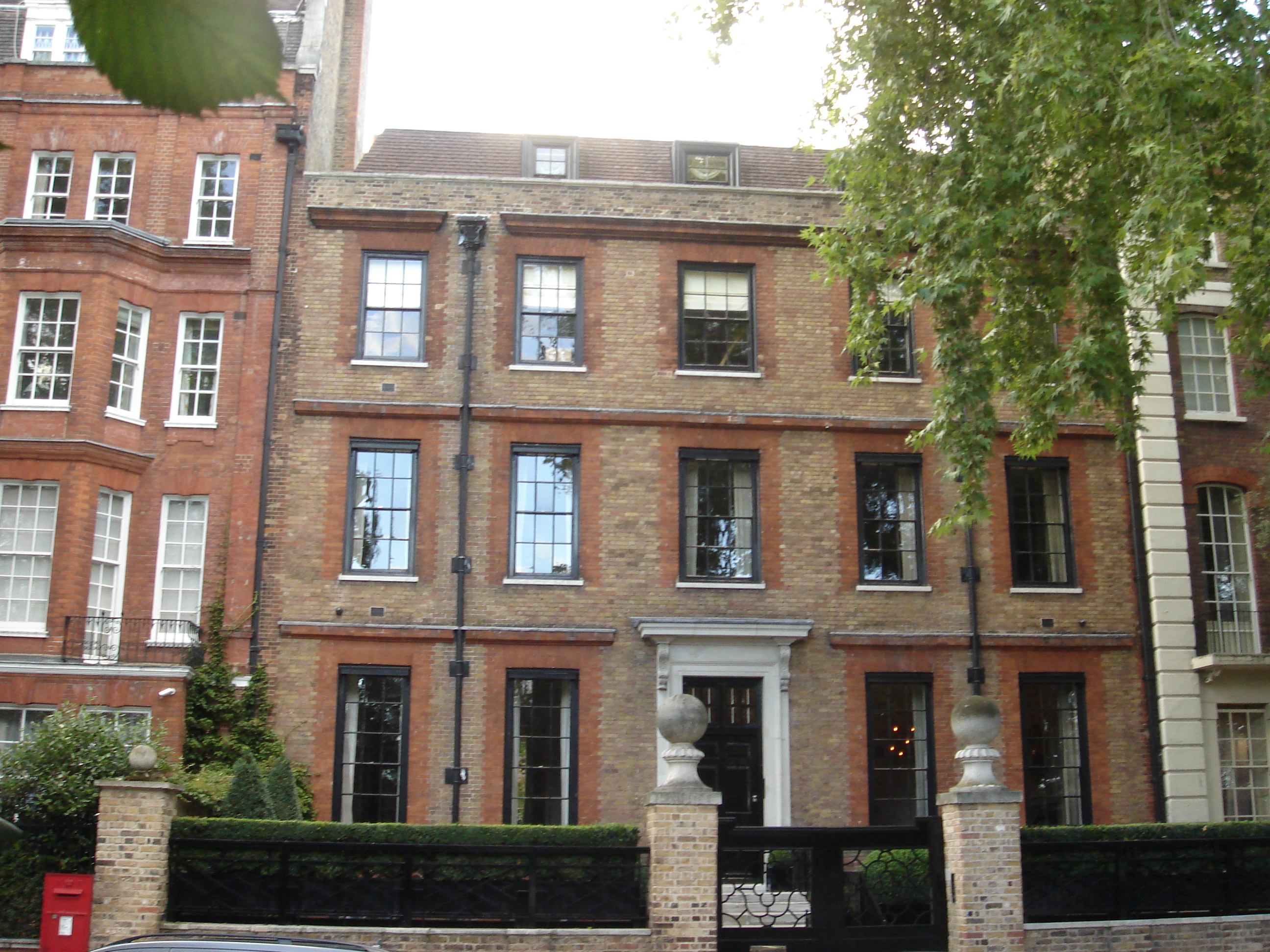
切恩道6号
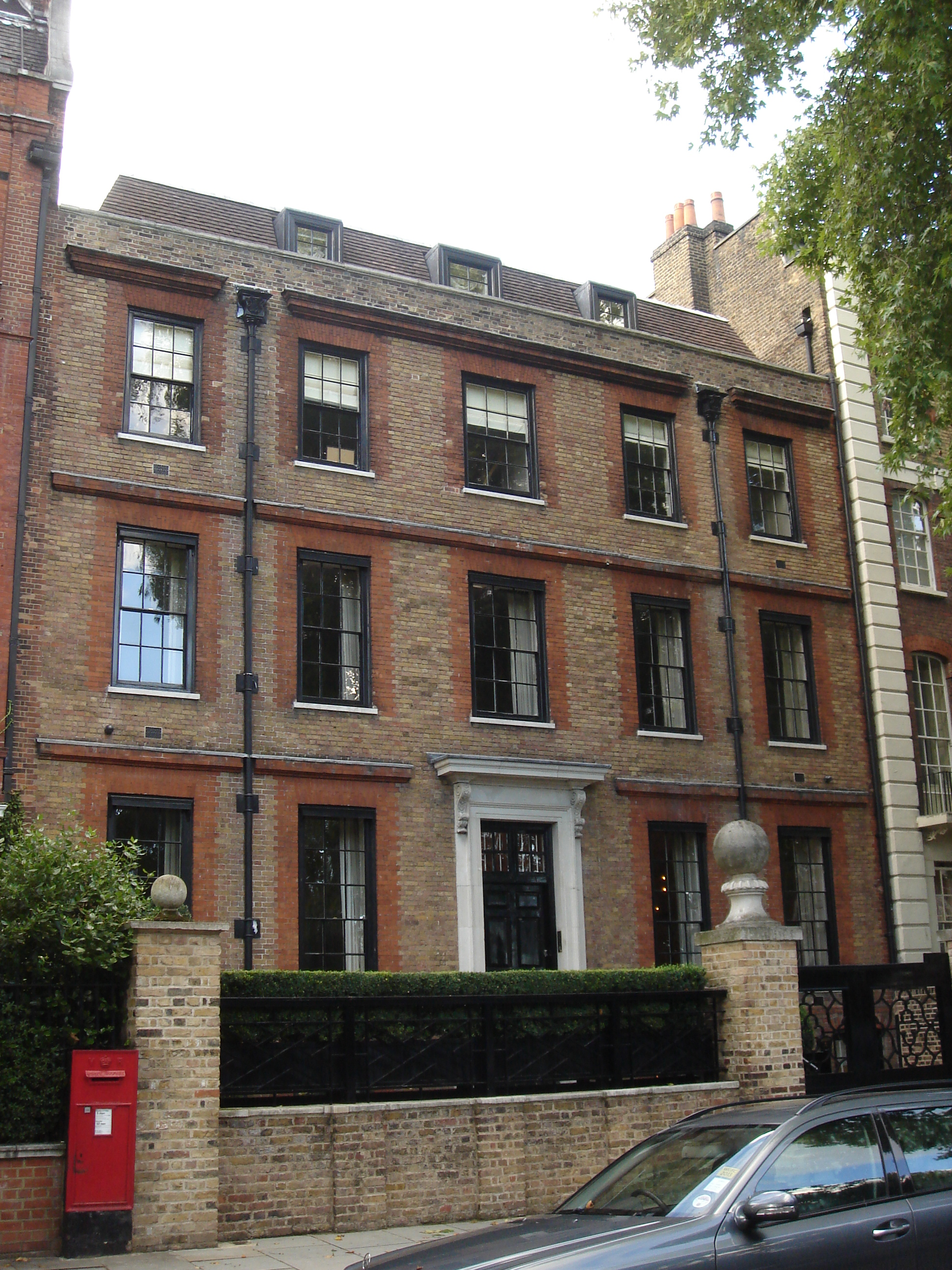
切恩道6号